# 佐莫科斯
佐莫科斯（希臘語：Δομοκός）是希腊中希臘大區弗西奥蒂斯专区的市镇，行政中心为佐莫科斯镇。市镇面积为707.95平方公里，2021年人口数量为9,159人。
现今范围的市镇设立于2011年地方政府改革中，由原3个市镇合并而成，原市镇则成为此市镇的3个市区。佐莫科斯市区（即原佐莫科斯市镇）的面积为346.129平方公里，2021年人口数量为4,273人。